# Irakli Labadze
Irakli Labadze (gruzínsky ირაკლი ლაბაძე; * 9. červen 1981, Tbilisi) je profesionální tenista.
Labadze se stal profesionálem v roce 1998. Během své kariéry nezískal žádný velký titul, ale dosáhl čtvrtého kola na Wimbledonu v roce 2006.

## Finálové účasti na turnajích ATP (3)

### Čtyřhra – prohry (3)
| Č. | Datum             | Turnaj           | Povrch | Partner       | Soupeři ve finále                   | Výsledek   |
| 1. | 29. červenec 2001 | Sopoty, Polsko   | antuka | Attila Sávolt | Paul Hanley Nathan Healey           | 7–610, 6–2 |
| 2. | 28. říjen 2001    | Petrohrad, Rusko | tvrdý  | Marat Safin   | Denis Golovanov Jevgenij Kafelnikov | 7–5, 6–4   |
| 3. | 27. říjen 2002    | Petrohrad, Rusko | tvrdý  | Marat Safin   | David Adams Jared Palmer            | 7–610, 6–3 |

## Davis Cup
Irakli Labadze se zúčastnil 14 zápasů v Davis Cupu za tým Gruzie s bilancí 11–6 ve dvouhře a 6–3 ve čtyřhře.